# Cartílago del septo nasal
En anatomía, el cartílago del septo nasal o cartílago cuadrangular es un cartílago hialino que llena el espacio entre el vómer y la lámina etmoidal.
Tiene forma algo cuadrilátera, más grueso en sus márgenes que en su centro, y completa la separación entre las cavidades nasales en su parte frontal.
Su margen anterior es más grueso en su parte superior y está conectado con los huesos nasales. El mismo se continúa con los márgenes anteriores de los cartílagos laterales y posteriormente, se conecta mediante tejido fibroso con los pilares mediales de los principales cartílagos alares.
Su margen posterior está conectado con la lámina perpendicular del etmoides; su margen inferior con el vómer y los procesos palatinos de los maxilares.